# The Tor Project
The Tor Project, Inc., em português Projeto Tor, é uma organização sem fins lucrativos de educação e pesquisa, baseada em organizações Massachusetts 501(c)(3), fundada pelos cientistas da computação Roger Dingledine, Nick Mathewson e cinco outros. O Projeto Tor é o principal responsável por manter o software da rede de anonimato Tor.